# Peter Sykes (Regisseur)
Peter Sykes (* 17. Juni 1939 in Melbourne; † 1. März 2006 in Petersfield, Hampshire, England) war ein australischer Regisseur.

## Leben und Karriere
Der 1939 im australischen Melbourne geborene Sykes zog 1963 nach London, wo er eine Ausbildung bei der BBC aufnahm. Im Anschluss drehte er einige Dokumentarfilme.
1968 übernahm er die Regie beim Spielfilm The Committee. Über eine Empfehlung des Drehbuchautors Christopher Wicking erhielt er die Möglichkeit, beim Hammer-Film Dämonen der Seele die Regie zu übernehmen. In der Folge führte Sykes bei weiteren Horrorfilmen Regie, so The House in Nightmare Park oder Die Braut des Satans.

## Filmografie (Auswahl)
- 1968: The Committee
- 1968–1969: Mit Schirm, Charme und Melone (The Avengers, Fernsehserie, zwei Episoden)
- 1971: Venom
- 1972: Dämonen der Seele (Demons of the Mind)
- 1973: The House in Nightmare Park
- 1973: Sie reiten wieder (Steptoe and Son Ride Again)
- 1973–1974: Orson Welles erzählt (Great Mysteries, Fernsehserie, fünf Episoden)
- 1976: Die Braut des Satans (To the Devil a Daughter)
- 1979: Jesus
- 1981: The Search for Alexander the Great (Miniserie, vier Episoden)
- 1984: The Irish R.M. (Fernsehserie, drei Episoden)